# 梅谢尼希
梅谢尼希（德語：Mechernich，發音：[ˈmɛçɐnɪç] ⓘ）是德国北莱茵-威斯特法伦州科隆行政区奥伊斯基兴县的城市，面积136.48平方千米，2023年12月31日人口为28,900人。

## 友好城市
- 法國 尼永斯（1967年）
- 波蘭 斯卡爾謝維（2016年）